# Megumi Matsuura
Megumi Matsuura (jap. 松浦 恵美, Matsuura Megumi; * 6. März 1984 in Hokkaidō) ist eine ehemalige japanische Biathletin und Skilangläuferin.
Matsuura Megumi lebt auf Hokkaidō, besuchte die Schule in Asahikawa und trainiert in Sapporo. Die Sportsoldatin der Tōki Sengi Kyōikutai (Tōsenkyō), für die sie auch antritt, wird von Sakae Murota trainiert. 2002 begann die Athletin mit dem Biathlonsport. Zunächst bestritt sie zwischen 2001 und 2003 ein halbes Dutzend Rennen im Skilanglauf-Continental-Cup. Ihre ersten internationalen Biathlon-Rennen bestritt sie 2005 im Rahmen des Biathlon-Europacups in Langdorf. Dort wurde sie in ihrem ersten Sprint Neuntplatzierte und erreichte damit sofort eine einstellige Platzierung. 2007 debütierte die Japanerin auch im Biathlon-Weltcup. Zunächst bestritt sie in Oberhof mit Megumi Izumi, Tamami Tanaka und Ikuyo Tsukidate ein erstes Staffelrennen, bei dem die Staffel Japans auf den 12. Platz lief. Es folgte ein Einsatz in einem Sprint, bei dem sie 79. wurde. Höhepunkt der Saison wurden die Winterasienspiele 2007 in Changchun. Megumi erreichte hier im Sprint einen elften Platz, wurde Zehnte der Verfolgung, Neunte des Einzels und gewann mit Izumi, Tanaka und Tsukidate im Staffelrennen hinter den chinesischen und den kasachischen Vertretungen die Bronzemedaille.

## Biathlon-Weltcup-Platzierungen
Die Tabelle zeigt alle Platzierungen (je nach Austragungsjahr einschließlich Olympische Spiele und Weltmeisterschaften).
- 1.–3. Platz: Anzahl der Podiumsplatzierungen
- Top 10: Anzahl der Platzierungen unter den ersten zehn (einschließlich Podium)
- Punkteränge: Anzahl der Platzierungen innerhalb der Punkteränge (einschließlich Podium und Top 10)
- Starts: Anzahl gelaufener Rennen in der jeweiligen Disziplin
- Staffel: inklusive Mixed- und Single-Mixed-Staffeln

| Platzierung         | Einzel | Sprint | Verfolgung | Massenstart | Staffel | Gesamt |
| ------------------- | ------ | ------ | ---------- | ----------- | ------- | ------ |
| 1. Platz            |        |        |            |             |         |        |
| 2. Platz            |        |        |            |             |         |        |
| 3. Platz            |        |        |            |             |         |        |
| Top 10              |        |        |            |             |         |        |
| Punkteränge         |        |        |            |             | 2       | 2      |
| Starts              |        | 1      |            |             | 2       | 3      |
| Stand: Karriereende |        |        |            |             |         |        |